# Bnc10
Bnc10 (pronunciat: banc deu) és una empresa fintech de Barcelona especialitzada en serveis financers digitals. Es va llançar al mercat el setembre de 2019. Els seus serveis inclouen, entre d'altres, un compte amb IBAN espanyol i una targeta prepagament que es gestionen des d'una aplicació mòbil.
Fins al juliol 2021, la «neobanca» operava sota la llicència de la EDE britànica Prepaid Financial Services, regulada per l'Autoritat de Conducta Financera del Regne Unit, que garanteix la protecció dels fons per la jurisdicció europea.
Durant els primers nou mesos la start up va aconseguir 40.000 clients actius i +20 milions d'euros en transaccions. El novembre de 2020 van superar els 50.000 usuaris. El 2020 preveia l'expansió als mercats espanyol i europeu i obtenir una llicència EMI pròpia. El 2020 una ronda de finançament va fracassar i es va cercar una solució alternativa. El 19 de maig del 2021 l'empresa va anunciar de parar els serveis el juliol del mateix any. El juliol 2021 l'empresa va ser venuda al grup d'empreses americà Synthetic Neural Labs (SNL) que va continuar el servei. SNL també posseeix la fintech francesa Quants United, un obrador de robots, automatització i ciència de dades per a la gestió de productes d'inversió.
A finals de febrer de 2023, l'app seguia estant disponible a Play Store, però no a App Store, i el seu lloc apareixia com inaccessible a partir de desembre de 2022.